# イジューム
- イジュム[1]

イジューム (ウクライナ語: Ізюм, 発音 [iˈzʲum] ( 音声ファイル); レーズンの意、ロシア語: Изюм)はウクライナ東部ハルキウ州の市で、ハルキウの約138キロ南東、そしてドネツ川両岸に位置しており、ドンバス地域の玄関口といわれる。イジューム地区とイジューム・フロマーダの行政中心地として定められている。2021年1月1日時点の人口は45,884人。

## 歴史
この地域の考古学遺跡は石器時代に遡る。
イジュームに関する最古の記録は1571年に遡る。イジュームという地名は当地を流れるイジュメツ川に由来し、川を渡る浅瀬が古来より重要な交通路であり、モスクワとクリミアを結ぶ重要な交通の結節点であり、後にはクリミア・ハン国に対抗するコサック連隊の拠点ともなった。1681年にはイジュームに要塞が建てられた。1684年には救世主顕栄聖堂が建てられた。
1765年にはイジュームは市の地位を認められた。1780年にはハリコフ県のイジューム郡の行政中心地となった。
第二次世界大戦の独ソ戦では1942年6月23日にドイツ国防軍により占領された。第二次ハリコフ攻防戦より前、イジューム西方には赤軍の突出部が存在していたが、ドイツ軍はこの突出部を根元で切り取り包囲し、赤軍に甚大な被害を与えた。この戦いでイジュームは激戦地となった。イジュームは1943年2月5日に赤軍により解放された。

### 2022年ロシアのウクライナ侵攻
2022年2月24日始まったロシアのウクライナ侵攻の際は、親露武力派にとってはイジュームを押さえればマリウポリへ南進の拠点が出来、ハリコフ州とマリウポリを結ぶことが容易になるだけでなく、ドンバス地帯の非ロシア制圧地域を囲い込むために戦略的に重要な要衝なために激しい戦闘が繰り広げられ、市は壊滅的な破壊を受けていると報じられた。同年3月17日には米国防総省高官によってイジュームがロシア軍に制圧されたと分析していると報じられ、5日後の22日にはウクライナ軍が奪還を試み反撃をしているとも報じられた。
同年9月10日にはウクライナ軍が市街地を奪還した。
9月14日にはゼレンスキー大統領が出席して、市庁舎に国旗を掲げる式典が行われた。

## 経済・交通
イジュームには機械工業、光学産業、家具製造業などの工場が立地する。また交通の結節点であり、ハルキウ（ハリコフ）からホルリウカ（ゴルロフカ）を経てロストフ・ナ・ドヌに向かう鉄道幹線が通る。

## 気候
イジュームの気候は気温が低い温帯で年間を通して雨量が多い。ケッペンの気候区分では冷帯に属する湿潤大陸性気候（Dfa）に区分される。
| イジュームの気候       | イジュームの気候 | イジュームの気候 | イジュームの気候 | イジュームの気候 | イジュームの気候 | イジュームの気候 | イジュームの気候 | イジュームの気候 | イジュームの気候 | イジュームの気候 | イジュームの気候 | イジュームの気候 | イジュームの気候 |
| 月                     | 1月              | 2月              | 3月              | 4月              | 5月              | 6月              | 7月              | 8月              | 9月              | 10月             | 11月             | 12月             | 年               |
| ---------------------- | ---------------- | ---------------- | ---------------- | ---------------- | ---------------- | ---------------- | ---------------- | ---------------- | ---------------- | ---------------- | ---------------- | ---------------- | ---------------- |
| 日平均気温 °C （°F）   | −4.3 (24.3)      | −3.5 (25.7)      | 1.9 (35.4)       | 9.9 (49.8)       | 16.6 (61.9)      | 20.7 (69.3)      | 23.1 (73.6)      | 22.5 (72.5)      | 16.2 (61.2)      | 9 (48)           | 2.7 (36.9)       | −1.6 (29.1)      | 8.3 (46.9)       |
| 降水量 mm （inch）     | 48 (1.89)        | 40 (1.57)        | 48 (1.89)        | 47 (1.85)        | 53 (2.09)        | 63 (2.48)        | 50 (1.97)        | 40 (1.57)        | 48 (1.89)        | 45 (1.77)        | 45 (1.77)        | 51 (2.01)        | 578 (22.75)      |
| 出典：Climate-Data.org |                  |                  |                  |                  |                  |                  |                  |                  |                  |                  |                  |                  |                  |

## ギャラリー
イジュームの歴史的文化的建造物
- イジューム最初の石造建築、救世主顕栄大聖堂 (1684年)[7]
- 教会
- 昇天大聖堂 (1826年)[7]
- 文化会館 (1926年)[7]
- イジューム駅
- 旧女性用体育館 (1873年)[7]
- レンガ造りの聖十字架教会（ムィコラーイウ教会）[7]
- 1939年の聖十字架教会（ムィコラーイウ教会）と1654年に建てられ1941年まで存在していた木造建築だった初代同教会の図